# Juneau
Juneau (ang. Unified City and Borough of Juneau) – skonsolidowane miasto-okręg (ang. consolidated city-borough), stolica amerykańskiego stanu Alaska od 1906 roku. Obszar, jaki zajmuje Juneau jest niemalże równy łącznej powierzchni stanów Rhode Island i Delaware. Centrum miasta leży u podnóży masywu górskiego Mount Juneau, a od wyspy Douglas oddziela je kanał Gastineau. Zgodnie z danymi spisu powszechnego z 2010 roku, populacja Juneau wynosiła 31 275 mieszkańców. W roku 2023 liczba mieszkańców nieznacznie wzrosła do 31 555 osób, a gęstość zaludnienia do ponad 3,7 osoby/km².
Obecna nazwa miasta pochodzi od poszukiwacza złota, Joe Juneau; w przeszłości miasto określane było mianem Rockwell, a następnie Harrisburg (na cześć Richarda Harrisa, który wraz z Juneau poszukiwał na tych terenach złota). Lokalni Indianie nazywają Juneau w języku tlingit Dzántik’i Héeni („rzeka, w której gromadzą się flądry”). Rzeka Taku, leżąca na południe od miasta, zawdzięcza swoją nazwę chłodnym wiatrom t’aakh, które wywodzą się z gór.
Centrum Juneau położone jest na wysokości poziomu morza, u podnóża stromych gór o wysokościach od 1150 do 1200 metrów. Na ich szczycie znajduje się Juneau Icefield, wielkie pole lodowe, z około trzydziestoma lodowcami; dwa z nich, Mendenhall i Lemon Creek, są widoczne z lokalnych dróg.
Alaska State Capitol został wybudowany w śródmieściu w 1931 roku. Nim Alaska stała się jednym z amerykańskich stanów, Capitol mieścił siedziby urzędów federalnych, sądu oraz organów legislacyjnych. Obecnie w obiekcie wciąż działa parlament lokalny i biura gubernatora oraz wicegubernatora Alaski. Pozostałe urzędy zostały przeniesione albo do innych budynków, albo do pozostałych miast stanu. W konsekwencji, jednym z dyskutowanych tematów jest relokacja siedziby władz stanowych poza Juneau lub budowa nowego kapitolu, jednakże dotychczas nie osiągnięto porozumienia w tej sprawie.

## Historia

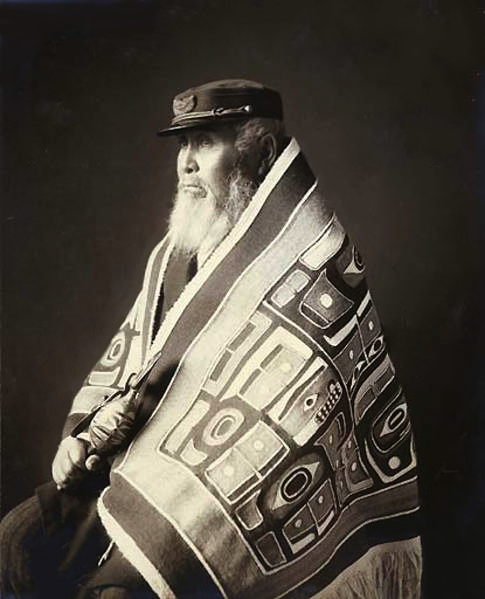
Anotklosh, głowa indiańskiego plemienia Taku, około roku 1913

Na długo przed zasiedleniem Ameryki przez Europejczyków, kanał Gastineau stanowił ulubione miejsce łowów dla lokalnych Indian Tlingit, reprezentujących plemiona Taku i Auke, zamieszkujących te obszary od setek lat. Rodzime kultury przepełnione były bogatymi tradycjami artystycznymi, w tym rzeźbą, tkactwem, śpiewem i tańcem, dlatego też Juneau stało się głównym ośrodkiem społecznym dla ludów Tlingit, Haidów oraz Tsimshian z południowo-wschodniej Alaski.
Pierwszym Europejczykiem, który dotarł do Juneau był Joseph Whidbey, nawigator okrętu Discovery, biorącego udział w ekspedycji George’a Vancouvera z okresu 1791-95. Na początku sierpnia 1794 roku dostrzegł on małą wyspę w połowie długości mijanego kanału, płynąc z południa. Następnie, tym razem z zachodu, ponownie spostrzegł wysepkę; stwierdził wówczas, że musi być ona wypełniona lodem.
W 1880 roku George Pilz z pobliskiego miasteczka Sitka zaoferował nagrodę temu, kto doprowadzi go do złotonośnych rud. Przywódca ludu Auka, Kowee, zgłosił się do niego z kilkoma bryłkami złota; w odpowiedzi, Pilz wysłał do Juneau grupę poszukiwaczy, jednak podczas pierwszej wyprawy uznali oni te tereny za mało interesujące. W wyniku nalegań ze strony Kowee, Pilz ponownie skierował w okolice kanału Gastineau swoich ludzi, Joe Juneau i Richarda Harrisa, którzy znaleźli złoto wielkości „grochu i fasoli”.
18 października 1880 roku wyznaczyli oni zajmujący 650 tysięcy m² obszar, gdzie wkrótce utworzono obóz górniczy. W czasie niecałego roku, obóz przekształcił się w małe miasteczko–pierwsze na Alasce od czasu wykupu Alaski przez Stany Zjednoczone.

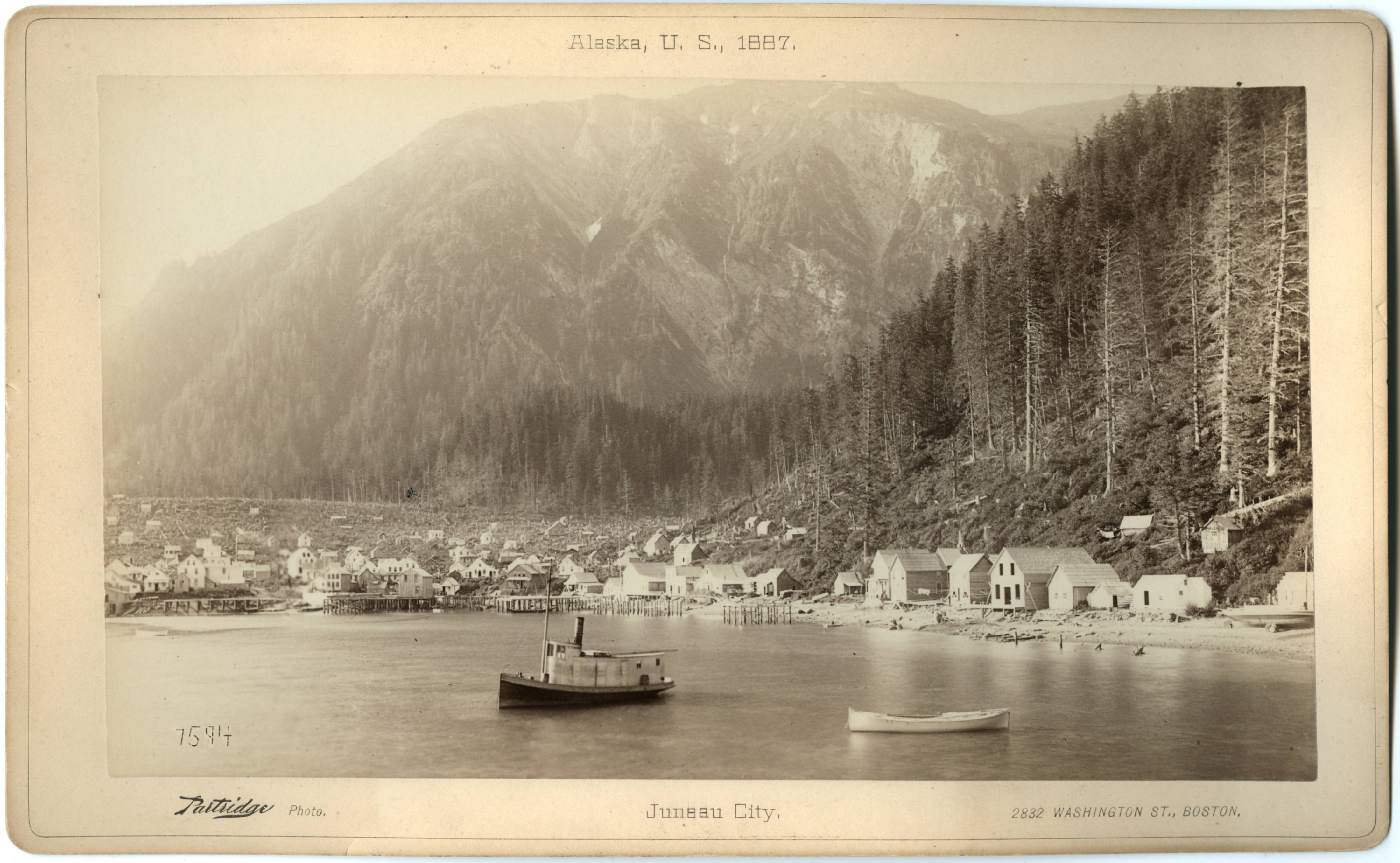
Juneau w 1887 roku

Pierwotnie miasteczko określane było mianem Harrisburg (po Richardzie Harrisie); jakiś czas później przydomek ten zmieniono na Rockwell, na cześć komandora podporucznika Charlesa Rockwella. W 1881 roku miasto zyskało swoją obecną nazwę, zaczerpniętą od nazwiska poszukiwacza złota Joe Juneau. W 1906 roku, po spadku zysków z wielorybnictwa i handlu futrami, znaczenie dotychczasowej stolicy Alaski, Sitka, zaczęło spadać i siedziba władz została przeniesiona do Juneau. W międzyczasie Juneau zyskało status największego miasta stanu.
W 1911 roku Kongres Stanów Zjednoczonych zatwierdził przyznanie funduszy na budowę kapitolu na Alasce. Jednakże z powodu wybuchu I wojny światowej jego konstrukcja została opóźniona; nastąpiły ponadto trudności w zakupie ziemi pod budowę obiektu. Lokalni mieszkańcy zebrali brakujące środki finansowe i prace konstrukcyjne rozpoczęły się 8 września 1929 roku. Budowa trwała niespełna dwa lata, bowiem obiekt został oddany do użytku 14 lutego 1931 roku. Za jego projekt, utrzymany w stylu art déco, odpowiadali architekci Departamentu Skarbu.

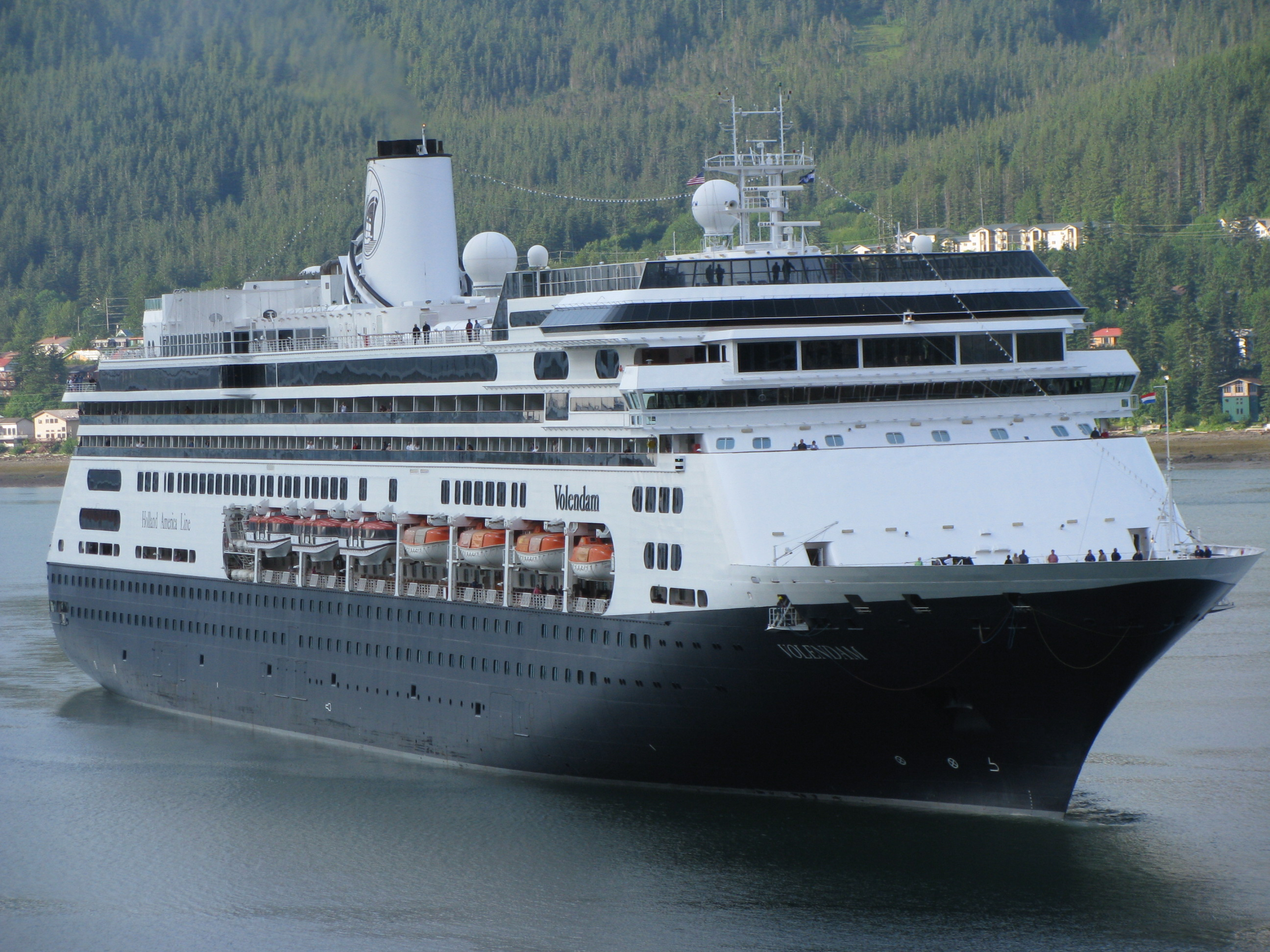
Statek wycieczkowy MS Volendam u brzegów Juneau

Pierwotnie w kapitolu znajdowały się biura federalne i poczta, ale gdy Alaska zyskała status stanu amerykańskiego w 1959 roku, budynek poszerzono o siedziby urzędów stanowych.
W czerwcu 1923 roku doszło do pierwszej wizyty Prezydenta Stanów Zjednoczonych, czyli w tym przypadku Warrena G. Hardinga, na Alasce. Odwiedził on wówczas między innymi Juneau.

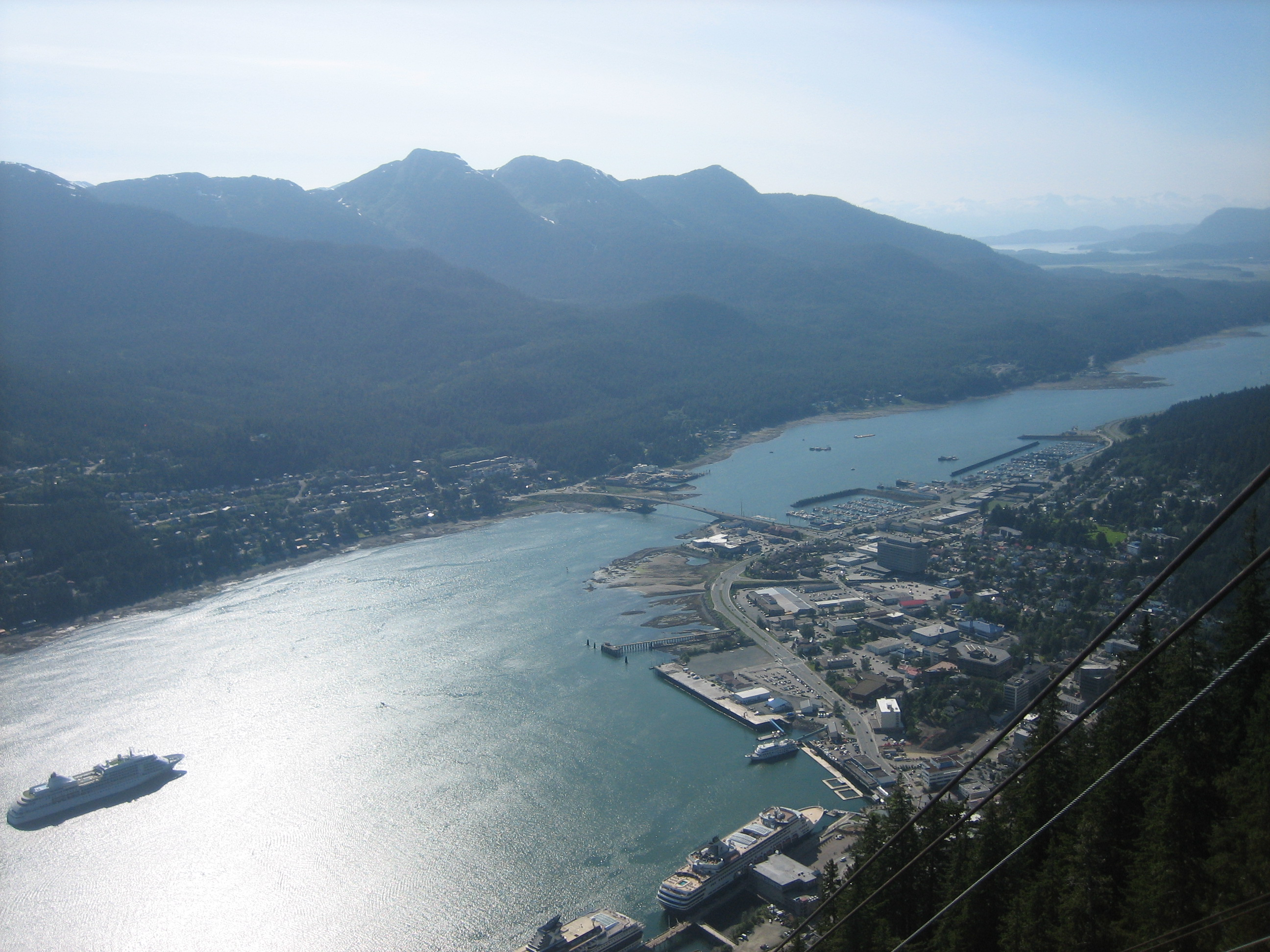
Widok na współczesne Juneau i kanał Gastineau

Robert Atwood, ówczesny wydawca gazety Anchorage Times i promotor tego miasta, podejmował działania mające na celu przeniesienie stolicy stanu z Juneau, jednakże jego starania nie przyniosły rezultatów. Jednym z wymogów, jakie musiała spełnić ewentualna nowa stolica była odległość co najmniej 48 kilometrów od miast Anchorage i Fairbanks, aby zapobiec osiągnięciu przez jedno z nich dominującej pozycji. W latach 70. XX wieku ludność odrzuciła pomysł przeniesienia stolicy stanu do Willow, położonego około 110 kilometrów na północ od Anchorage. Referenda w sprawie przeniesienia stolicy z lat 1984 i 1996 również zakończyły się niepowodzeniem.
Kiedy Alaska zyskała status stanu amerykańskiego, Juneau przeżyło wzrost związany z rozwojem administracji stanowej. Rozwój miasta przyspieszył znacząco po budowie ropociągu Trans-Alaska w 1977 roku, kiedy to budżet stanowy zaczęły zasilać wysokie zyski ze sprzedaży ropy naftowej. U progu XXI wieku odnotowano wzrost popularności turystyki w mieście; statki pasażerskie w 1990 roku dostarczyły do Juneau 230 tysięcy pasażerów, zaś w 2006 roku był to już niemalże milion osób.

## Geografia

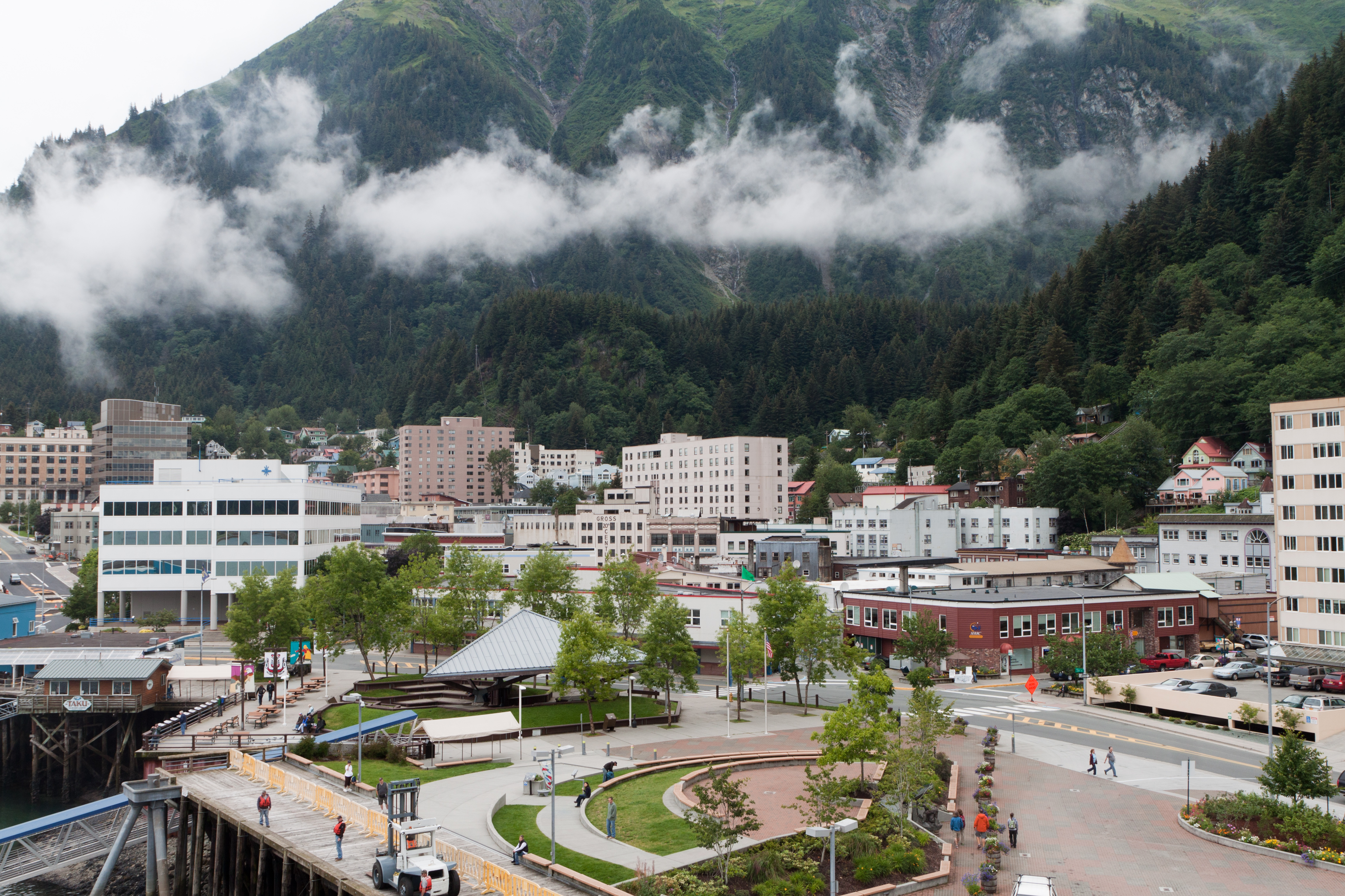
Centrum Juneau, w tle wznosząca się Mount Juneau

Zgodnie z danymi United States Census Bureau, borough zajmuje powierzchnię 8430 km², co czyni je 3. pod względem wielkości okręgiem tego typu w Stanach Zjednoczonych. 7036 km² powierzchni miasta to ląd, zaś 1394 km² (16,54%) to wody.
Centrum Juneau położone jest na wysokości poziomu morza, u podnóża stromych gór o wysokościach od 1150 do 1200 metrów. Na ich szczycie znajduje się Juneau Icefield, wielkie pole lodowe, z około trzydziestoma lodowcami. Śródmieście leży u podnóży masywu górskiego Mount Juneau, a od wyspy Douglas oddziela je kanał Gastineau. Na wyspę Douglas można dostać się za pomocą Juneau-Douglas Bridge.
Powierzchnia Juneau jest większa od między innymi stanu Delaware i, przez wiele lat, Juneau uznawane było za największe pod tym względem miasto w Stanach Zjednoczonych. Juneau jest ponadto jedyną stolicą stanu amerykańskiego, która graniczy z innym państwem, w tym przypadku: na wschodzie z Kanadą.

### Sąsiednieboroughs
- Okręg Haines – północny zachód, zachód
- Okręg Hoonah–Angoon – południe, południowy wschód

### Klimat
Juneau leży w strefie wilgotnego klimatu kontynentalnego (klasyfikacja Köppena – Dfb), chociaż od strefy klimatu subarktycznego (klasyfikacja Köppena – Dfc) miasto dzieli minimalny dystans. Lokalny klimat jest łagodniejszy, niż może sugerować jego klasyfikacja, głównie ze względu na oddziaływanie Oceanu Spokojnego. Zimy są wilgotne i długie, jednak nie mroźne; średnia temperatura w nocy w styczniu, najchłodniejszym miesiącu, wynosi –6,3 °C (21 °F). Okresy wiosenne, letnie i jesienne są chłodne/łagodne, ze średnią temperaturą w dzień w lipcu, najgorętszym miesiącu, na poziomie +18,0 °C (65 °F). Średnie roczne opady śniegu wynoszą 213 mm i występują od listopada od marca. Opady deszczu występują całorocznie i, w zależności od miejsca, wahają się średniorocznie od 1400 do 2290 mm.
| Miesiąc                              | Sty   | Lut   | Mar   | Kwi  | Maj   | Cze  | Lip   | Sie   | Wrz   | Paź   | Lis   | Gru   | Roczna |
| ------------------------------------ | ----- | ----- | ----- | ---- | ----- | ---- | ----- | ----- | ----- | ----- | ----- | ----- | ------ |
| Rekordy maksymalnej temperatury [°C] | 14    | 14    | 16    | 22   | 26    | 30   | 32    | 28    | 23    | 16    | 13    | 12    | 32     |
| Średnie temperatury w dzień [°C]     | −0.8  | 1,3   | 4,2   | 9    | 13,2  | 16,4 | 18    | 17,3  | 13,4  | 8,3   | 3,1   | 0,6   | 8,66   |
| Średnie temperatury w nocy [°C]      | −6.3  | −4.7  | −2.3  | 0,8  | 4,5   | 7,8  | 9,6   | 9,1   | 6,6   | 3,2   | −1.7  | −4.2  | 1,85   |
| Rekordy minimalnej temperatury [°C]  | -30   | -30   | -26   | -14  | -4    | -1   | 2     | -1    | -5    | -12   | -21   | -29   | −30    |
| Opady [mm]                           | 122,2 | 102,1 | 89,2  | 75,2 | 88,4  | 85,3 | 105,2 | 136,4 | 191,5 | 210,8 | 137,9 | 137,4 | 1481,6 |
| Średnia liczba dni deszczowych       | 19,4  | 16,2  | 18,8  | 17,5 | 17,1  | 15,9 | 16,7  | 18,1  | 21,1  | 23,9  | 20,3  | 20,9  | 225,9  |
| Średnia liczba dni śnieżnych         | 9.8   | 7.1   | 5.9   | 1.4  | 0     | 0    | 0     | 0     | 0     | 7     | 4.9   | 9.3   | 39,1   |
| Średnie usłonecznienie [h]           | 80.6  | 90.4  | 136.4 | 183  | 232.5 | 189  | 182.9 | 161.2 | 111   | 65.1  | 60    | 40.3  | 1500   |
| Źródło: NOAA                         |       |       |       |      |       |      |       |       |       |       |       |       |        |

## Demografia
Zgodnie z danymi spisu powszechnego z 2000 roku, w mieście było 30 700 mieszkańców, 11 534 gospodarstw domowych i 7600 rodzin. Gęstość zaludnienia wynosiła 4,4/km². Kompozycja rasowa prezentowała się następująco: ludność biała stanowiła 74,8% mieszkańców, Indianie 11,4%, Azjaci 4,7%, Latynosi lub osoby o pochodzeniu hiszpańskim 3,4%, Afroamerykanie 0,8%, zaś przybysze z wysp Pacyfiku 0,4%. 1,1% populacji miało inne pochodzenie, a 6,9% reprezentowało co najmniej dwie rasy. 2,6% mieszkańców zadeklarowało jako swój podstawowy język język tagalski, natomiast 2,4% wskazało hiszpański jako język, którym posługują się w domu.
36,7% gospodarstw domowych zamieszkiwanych było przez dzieci poniżej 18 roku życia, 51,2% gospodarstw zamieszkiwały małżeństwa, 10,5% kobiety (bez obecnego męża), zaś 33,8% nie-rodziny. 24,4% spośród wszystkich gospodarstw domowych złożonych było z osób samotnych, w tym 4,3% z osób samotnych powyżej 65 lat. Średni rozmiar gospodarstwa domowego wynosił 2,6, zaś rodziny 3,1.
Osoby poniżej 18 roku życia stanowiły 27,4% populacji miasta, 8,1% ludzie z przedziału 18-24, 32,8% przedstawiciele grupy 25-44, 25,7% osoby w wieku 45-64, natomiast ludzie powyżej 65 roku życia reprezentowali 6,1% populacji. Średnia wieku wynosiła 35 lat. Na każde 100 kobiet przypadało 101,1 mężczyzn, a na każde 100 kobiet powyżej 18 lat przypadało 100,2 mężczyzn.
Średni dochód gospodarstwa domowego w mieście wynosił 62 034 dolarów, zaś średni dochód rodziny 70 284 dolarów. Mężczyźni osiągali przychody w wysokości 46 774 dolarów, natomiast kobiety 33 168 dolarów. Dochód per capita oscylował wokół 26 tysięcy dolarów. 6% populacji i 3,7% rodzin żyło poniżej relatywnej granicy ubóstwa, włączając w to 6,7% osób poniżej 18 lat i 3,9% osób powyżej 65 lat.

## Gospodarka

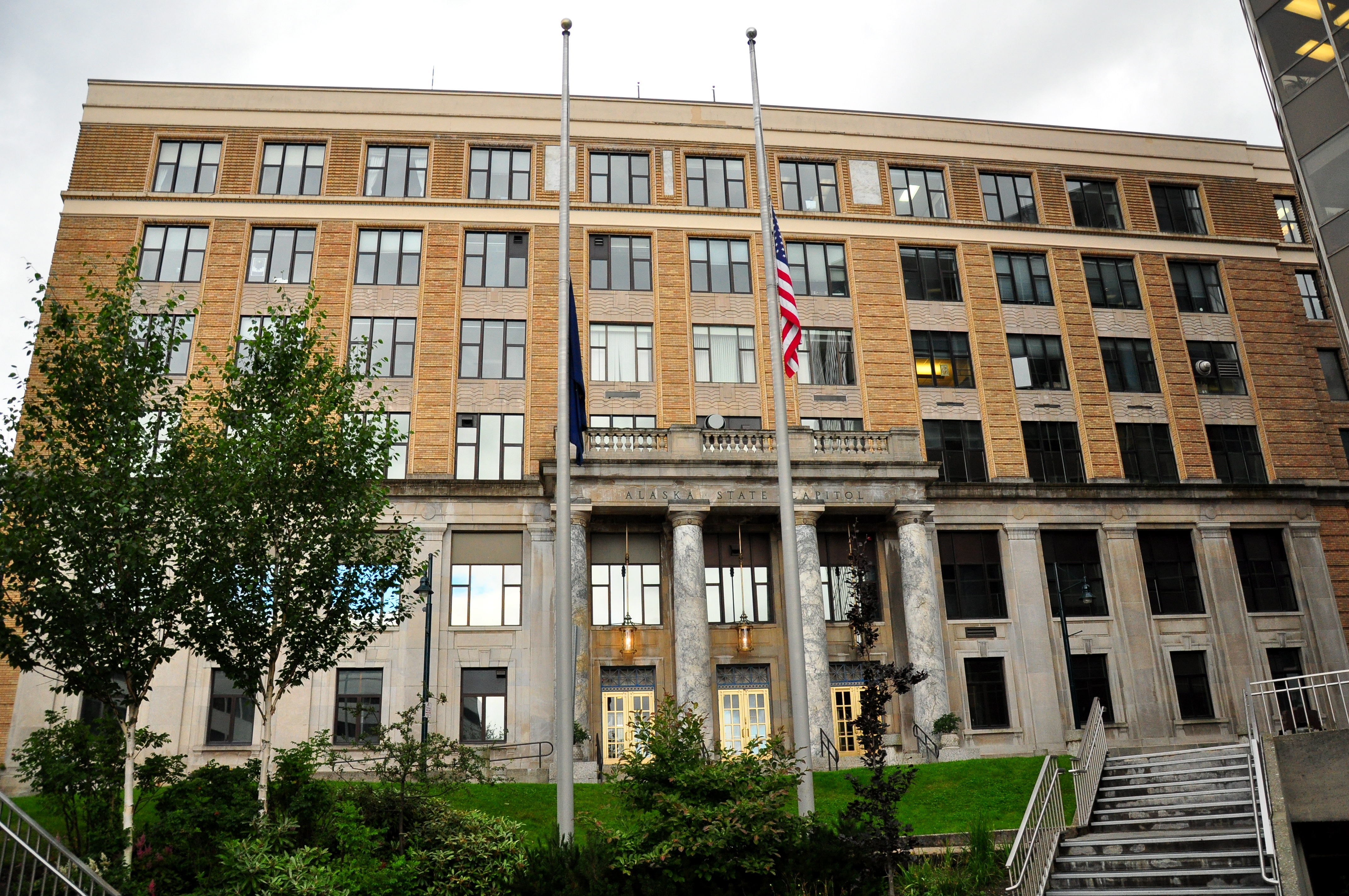
Alaska State Capitol, siedziba części władz stanowych i ważne miejsce pracy w mieście

Jako stolica Alaski, jednym z najważniejszych pracodawców w Juneau jest rząd. Dotyczy to władz federalnych, stanowych i miejskich (obejmujących lokalne lotnisko, szpitale, przystanie i szkoły), a także uczelni University of Alaska Southeast. Urzędy państwowe i pośrednie skutki ich oddziaływania na lokalną gospodarkę stanowią około 1/4 gospodarki Juneau.

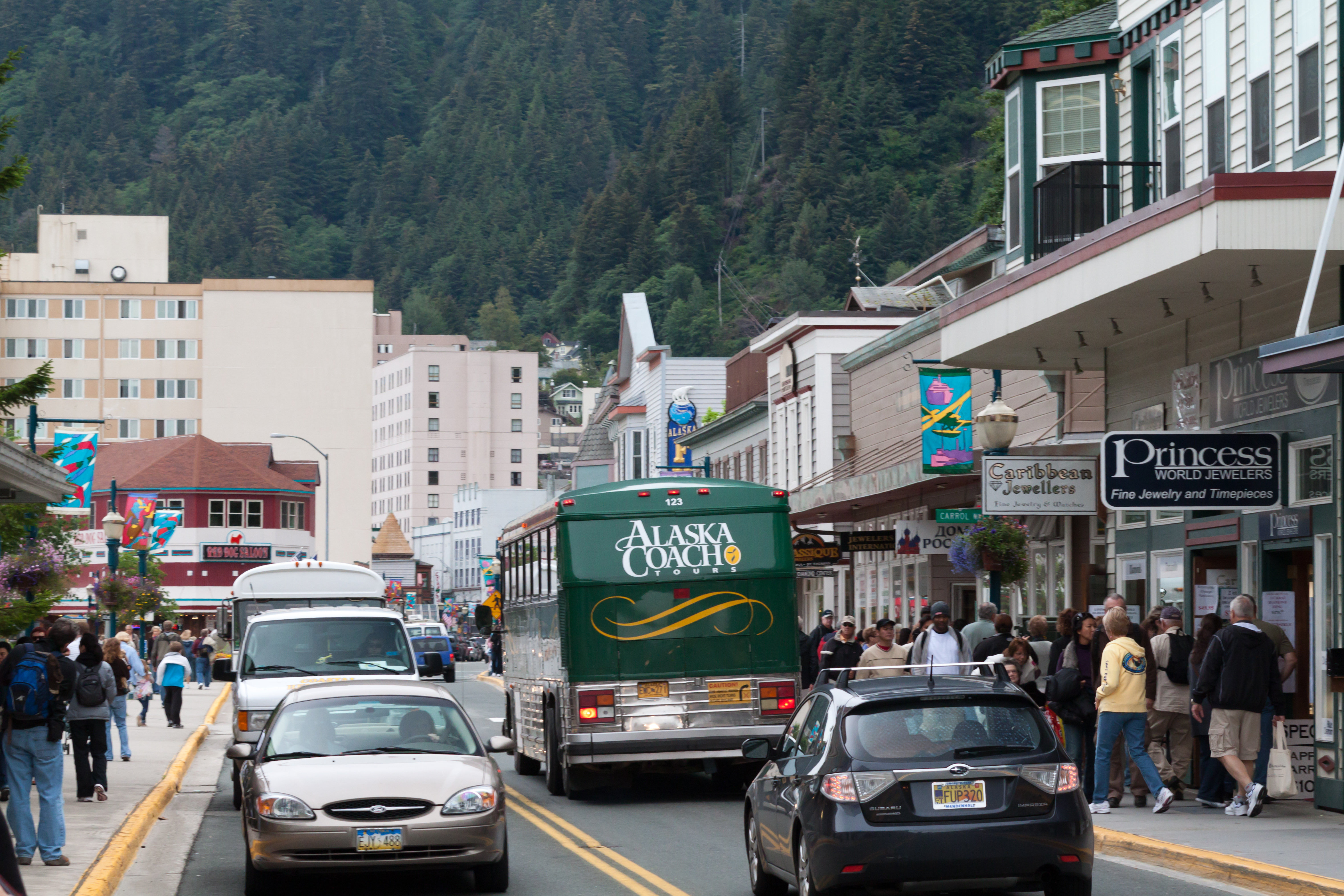
Turyści w centrum miasta

Kolejnym sektorem, który ma duży wkład w gospodarkę miasta jest turystyka. W 2005 roku, w okresie od maja do września, statki wycieczkowe dostarczyły do Juneau około miliona turystów. Pomimo korzyści płynących z turystyki, wyróżnić można również jej wady. Miejska biblioteka publiczna została zaprojektowana tak, by zapewniać widok na kanał Gastineau, jednakże cumujące w porcie statki zasłaniają panoramę. Bill Ray, który mieszkał w Juneau w latach 1938–2000 i reprezentował społeczność w lokalnym parlamencie, gdy ponownie odwiedził Juneau w 2003 roku, stwierdził: „Juneau nie idzie do przodu. [Miasto] sprzedało się turystyce.”
Ważnym elementem gospodarki miasta wciąż pozostaje rybołówstwo, mimo że jego znaczenie nie jest tak duże, jak w przeszłości. W 2004 roku Juneau uznane zostało za 49. najbardziej dochodowy port w Stanach Zjednoczonych pod względem objętości i 45. pod względem osiąganych zysków, jako że 15 milionów funtów wyłowionych ryb i skorupiaków wyceniono na ponad 21 milionów dolarów. Choć port w Juneau przetwarza stosunkowo niewiele owoców morza w porównaniu do miast tej wielkości na Alasce, istnieją setki komercyjnych kutrów rybackich, które sprzedają swoje ryby do zakładów w pobliskich Sitka, Hoonah, Petersburgu i Ketchikan.
Na pozarządowe gałęzie miejscowego przemysłu składa się ponadto między innymi górnictwo, agencje nieruchomości oraz finansowane przez władze federalne firmy konstrukcyjne, budujące drogi i autostrady.
Większość energii elektrycznej w Juneau jest generowana w elektrowni wodnej Snettisham, do której można dostać się wyłącznie za pośrednictwem statku lub samolotu. W mieście działa ponadto elektrownia Alaska Electric Light & Power (AEL&P).
W Juneau znajduje się siedziba główna linii lotniczych Wings of Alaska.

## Kultura
W Juneau znajduje się jedyny profesjonalny teatr na Alasce, Perseverance Theatre. Miasto organizuje doroczne festiwale: Alaska Folk Festival, Juneau Jazz & Classics oraz Celebration. Ponadto, w Juneau działa półprofesjonalna orkiestra symfoniczna Juneau Symphony. W centrum miasta zlokalizowanych jest kilka galerii sztuki, które biorą udział w akcjach specjalnych First Friday Gallery Walk i December Gallery Walk. Za koordynację tych wydarzeń odpowiada Juneau Arts & Humanities Council, podczas gdy za rozdział środków pieniężnych, dotacje oraz prowadzenie galerii odpowiedzialne jest Juneau Arts & Culture Center. W letnie piątkowe wieczory w parku miejskim Marine Park odbywają się koncerty muzyczne oraz występy grup tanecznych. Rozrywkę tego typu oferuje ponadto University of Alaska Southeast Campus, organizując różnego rodzaju wydarzenia muzyczne i teatralne.
W mieście działają dwie opery, Juneau Lyric Opera oraz Opera to Go. JLO przygotowuje sztuki w języku angielskim oraz włoskim, sponsoruje dwa coroczne festiwale, a także posiada własną grupę, 3 Tenors from Juneau, która daje występy w innych miastach amerykańskich.

## Oświata

### Szkoły podstawowe i średnie
Juneau obsługiwane jest przez system Juneau School District, w skład którego wchodzi 8 publicznych szkół podstawowych i 5 szkół średnich, a także program edukacji domowej HomeBRIDGE. Ponadto, w mieście działa 5 szkół prywatnych.

### Uczelnie
W Juneau zlokalizowana jest jedna uczelnia – University of Alaska Southeast. Jej historia sięga powstałego w 1956 roku Juneau-Douglas Community College i założonego w 1972 roku Southeastern Senior College. W 1980 roku obie szkoły zostały połączone w jeden uniwersytet – University of Alaska Juneau. Następnie uczelnia została zrestrukturyzowana i przemianowana na University of Alaska Southeast, kiedy to poszerzono ją o kampusy w miastach Ketchikan i Sitka. Uniwersytet znany jest z badań lasu Tongass National Forest i masywu Juneau Icefield.

## Transport

### Morze
Do Juneau można dostać się jedynie drogą morską lub powietrzną. Samochody i ciężarówki są transportowane do i z miasta barkami lub promem.
Tym samym Juneau jest jedną z zaledwie pięciu stolic stanów amerykańskich, do których nie docierają autostrady międzystanowe (pozostałe to: Dover, Jefferson City, Carson City i Pierre). W mieście działa również system autobusów; kursują ponadto taksówki i busy wycieczkowe, jednakże są one nastawione przede wszystkim na obsługę turystów.

### Powietrze

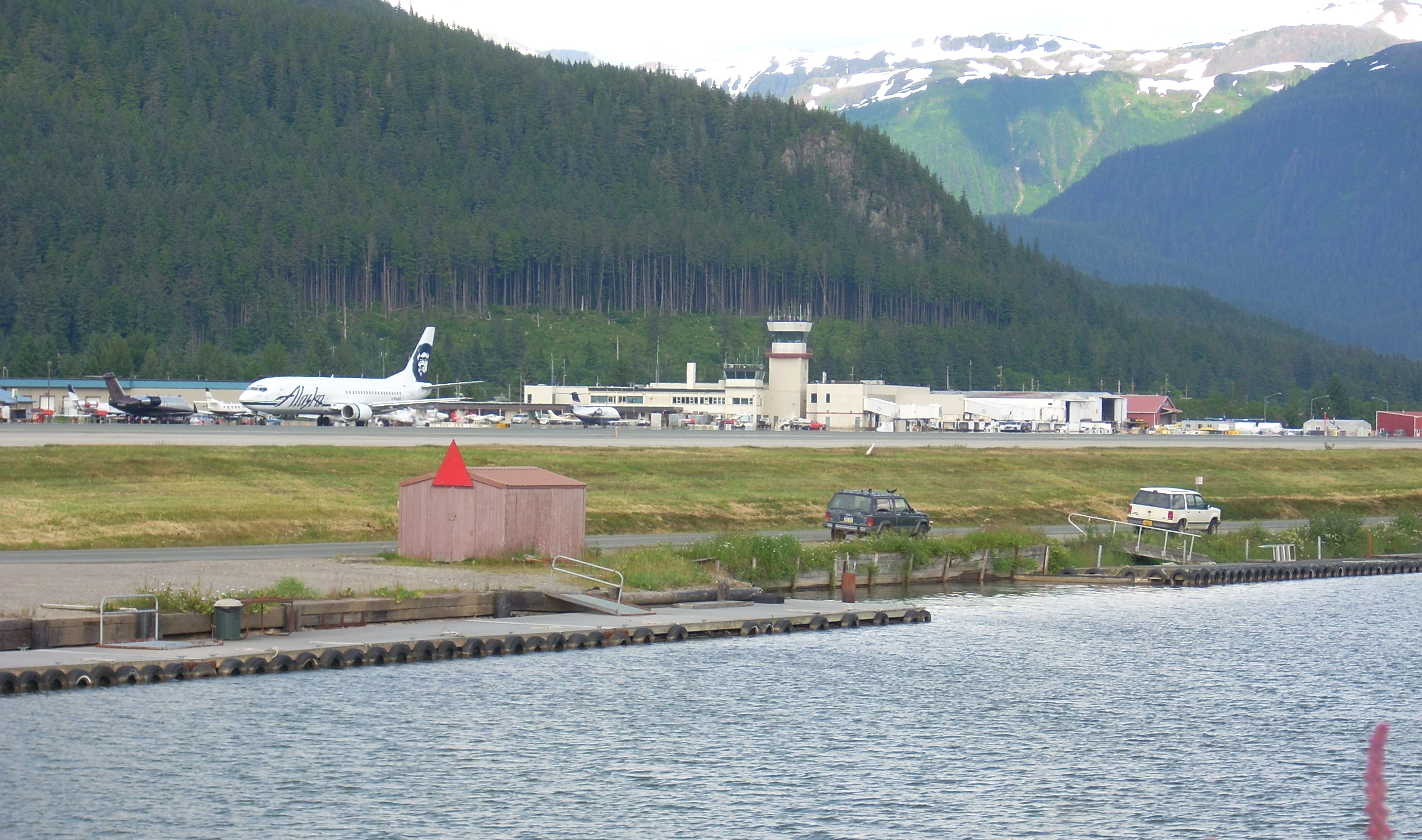
Juneau International Airport

Miasto obsługiwane jest przez port lotniczy Juneau International Airport, a od 2009 roku operatorem lotów pasażerskich pozostają linie lotnicze Alaska Airlines. Oferują one połączenia do miast Anchorage i Sitka, a także wielu mniejszych miejscowości na terenie Alaski. Linie Wings of Alaska, Alaska Seaplanes oraz Air Excursions umożliwiają loty do miasteczek lub nawet wsi w południowych częściach stanu.

### Drogi

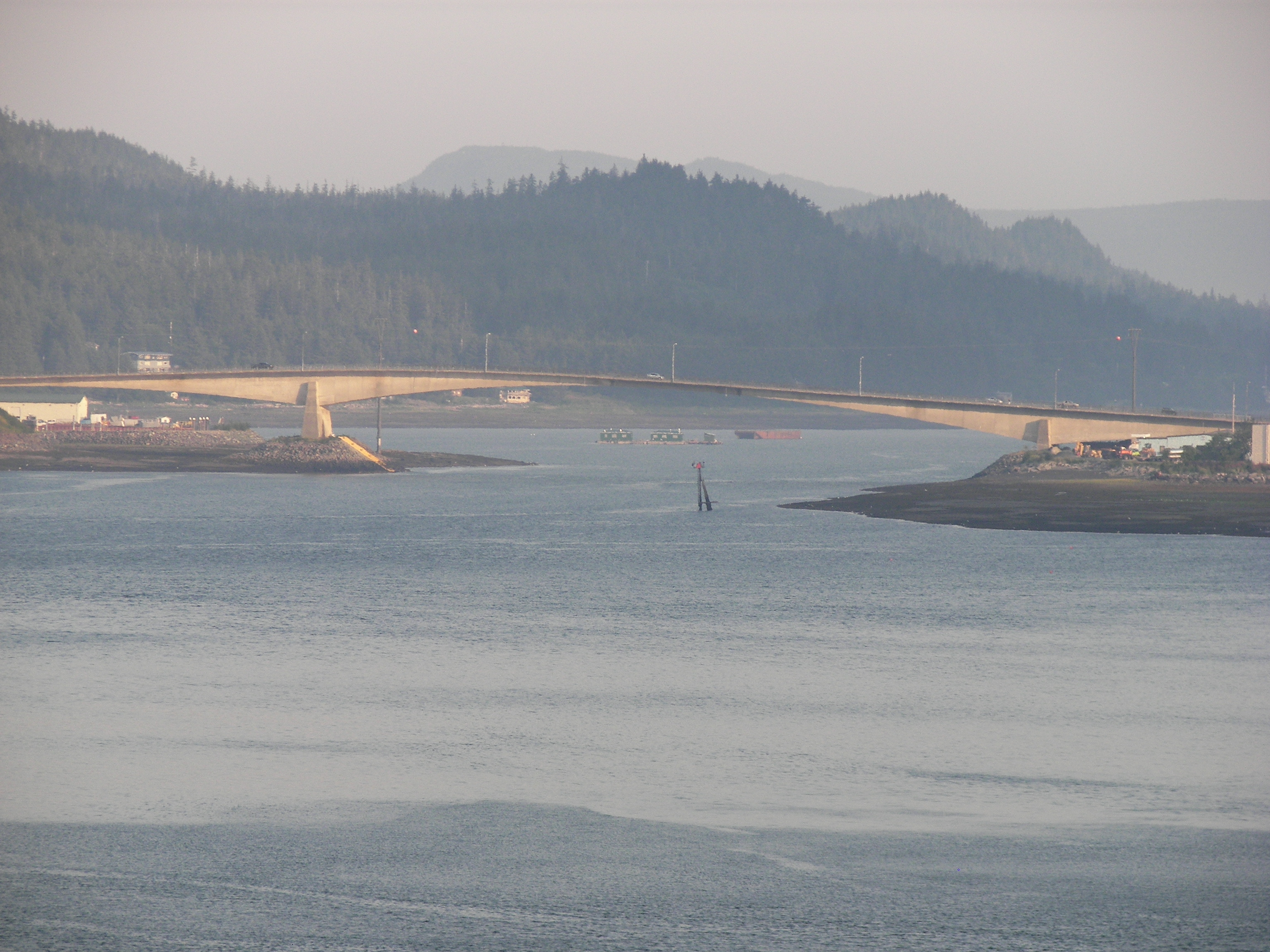
Juneau-Douglas Bridge

Zagrożenia lawinowe, strome zbocza, niskie temperatury oraz ochrona środowiska sprawiają, że konstrukcja i późniejsze utrzymywanie dróg w regionie jest trudne oraz kosztowne.
Most Juneau-Douglas Bridge łączy Juneau z wyspą Douglas. Pierwotna wersja powstała w 1953 roku, jednakże w 1980 roku wybudowano nową strukturę, która zastąpiła oryginał.

#### Lodowiec Mendenhall
Popularnym celem podróży, zwłaszcza wśród turystów, jest lodowiec Mendehall, który słynie z łatwej dostępności. Lodowiec zlokalizowany jest w odległości 12 mil od centrum Juneau i można go dostrzec z lokalnych dróg. Z tego powodu kilku operatorów oferuje wycieczki do lodowca, zaś latem możliwe jest oglądanie go z góry, poprzez wyprawy samolotowe i helikopterowe. Do lodowca docierają ponadto turystyczne psie zaprzęgi. Na miejscu działa centrum turystyczne, które za wstęp na lodowiec pobiera opłatę w wysokości 3 dolarów.

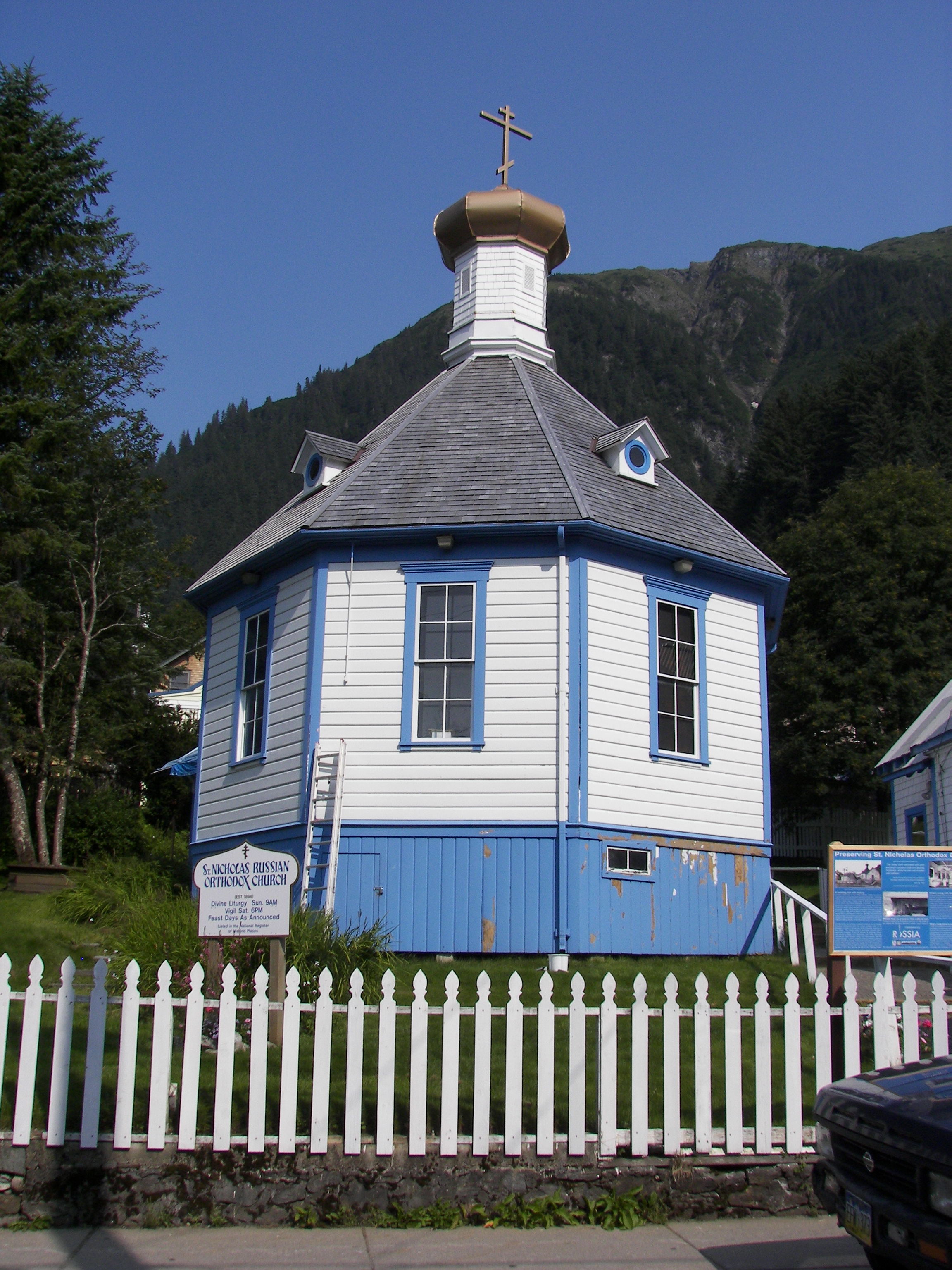
Zabytkowa Cerkiew św. Mikołaja w Juneau

## Miasta partnerskie
Miasta partnerskie Juneau:
- Camiling, Filipiny
- Whitehorse, Kanada
- Jiayi, Republika Chińska
- Władywostok, Rosja
- Mishan, Chińska Republika Ludowa